# Singkil (Oost-Java)
Singkil is een bestuurslaag in het regentschap Ponorogo van de provincie Oost-Java, Indonesië. Singkil telt 1818 inwoners (volkstelling 2010).